# Habronattus amicus
Habronattus amicus là một loài nhện trong họ Salticidae.
Loài này thuộc chi Habronattus. Habronattus amicus được Elizabeth Maria Gifford Peckham & George William Peckham miêu tả năm 1909.

## Hình ảnh

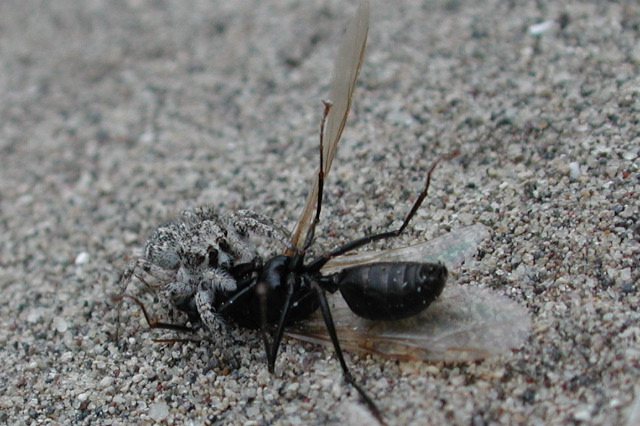
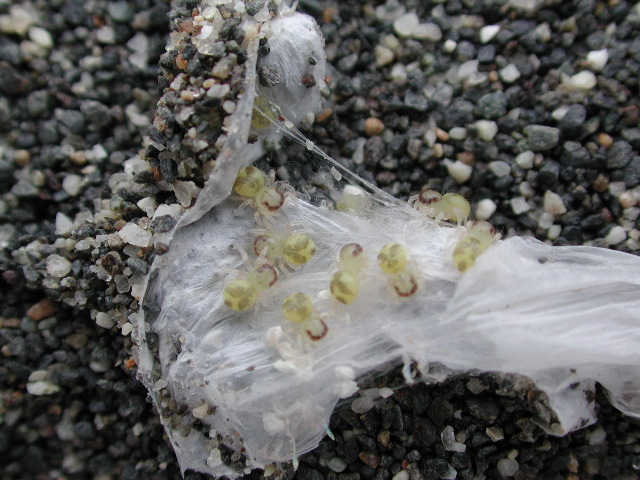
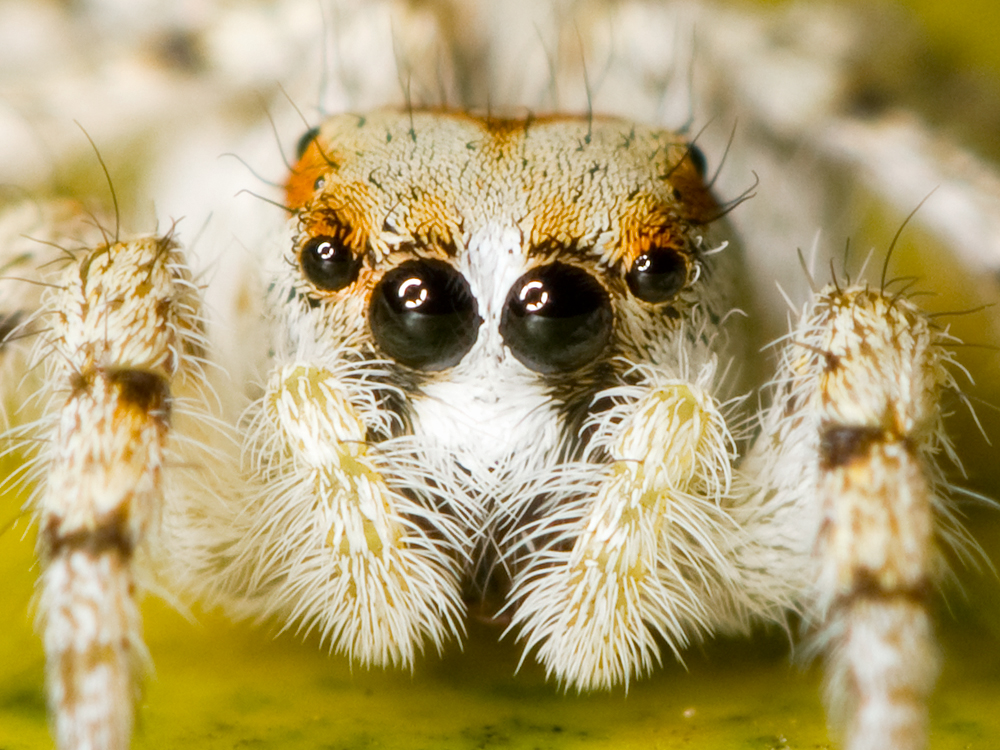
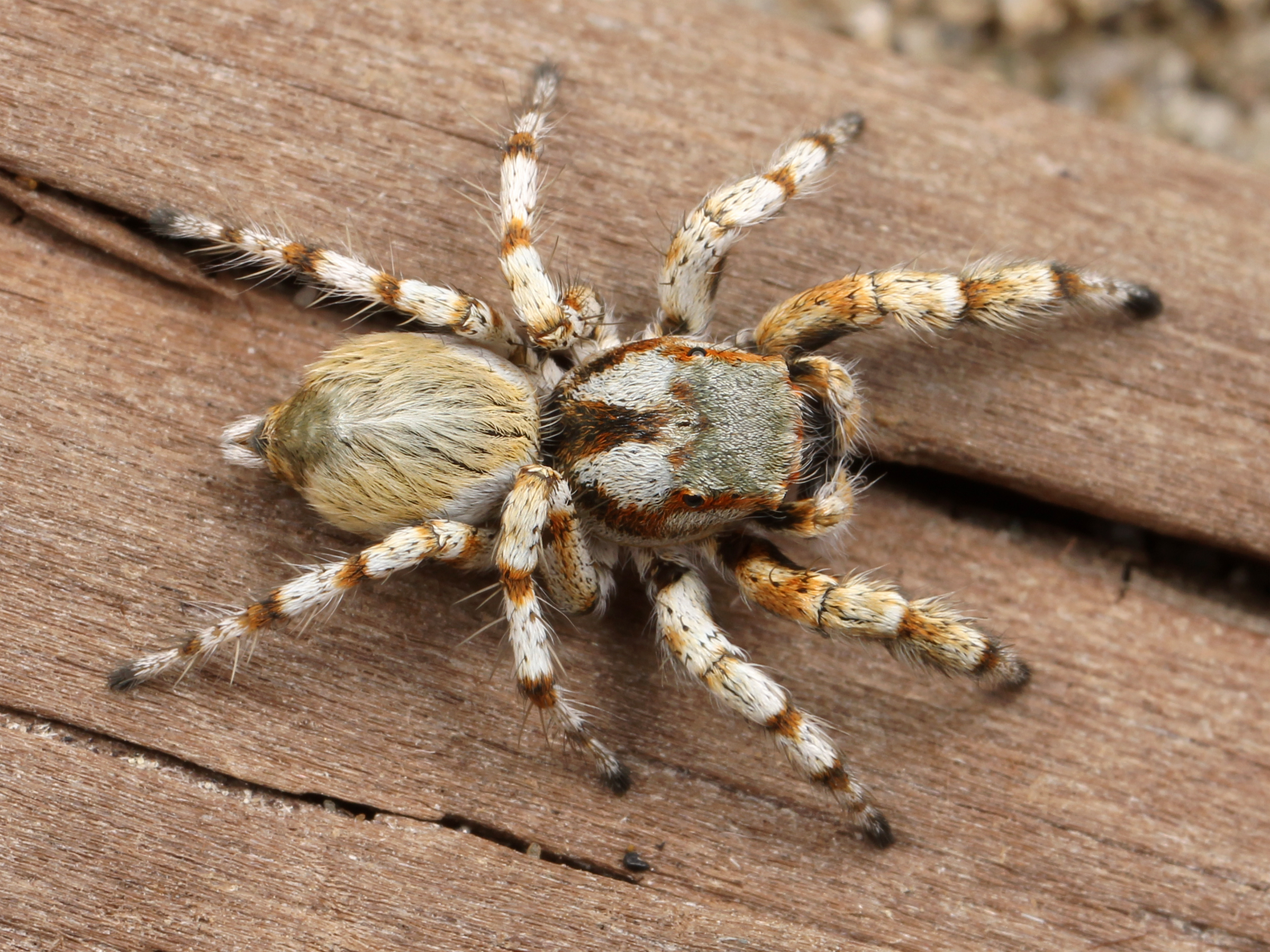